# Boechera koehleri
Boechera koehleri là một loài thực vật có hoa trong họ Cải. Loài này được (Howell) Al-Shehbaz mô tả khoa học đầu tiên năm 2003.